# Diospyros cauliflora
Diospyros cauliflora är en tvåhjärtbladig växtart som beskrevs av Carl Ludwig von Blume. Diospyros cauliflora ingår i släktet Diospyros och familjen Ebenaceae. Inga underarter finns listade i Catalogue of Life.